# Syrisch kenteken

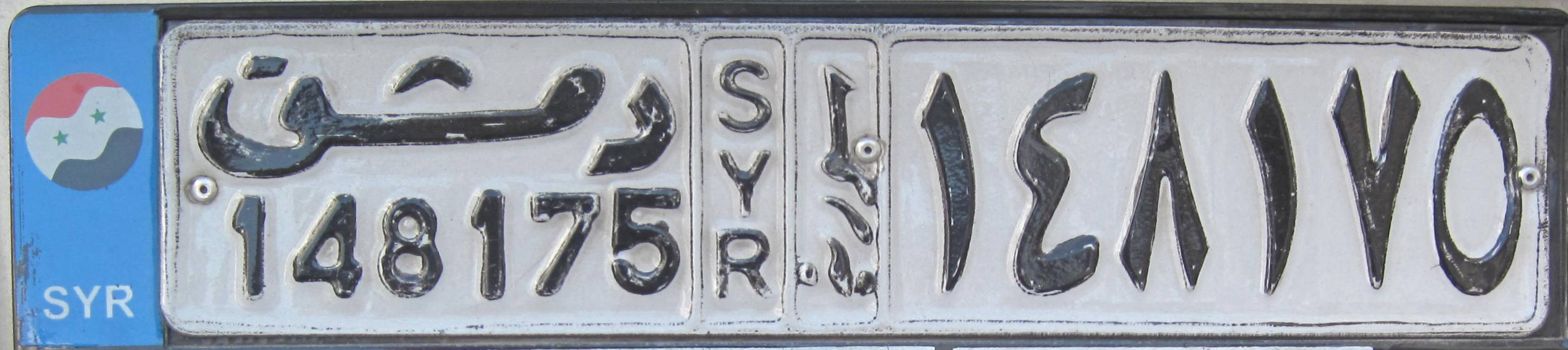
Huidige kentekenplaat

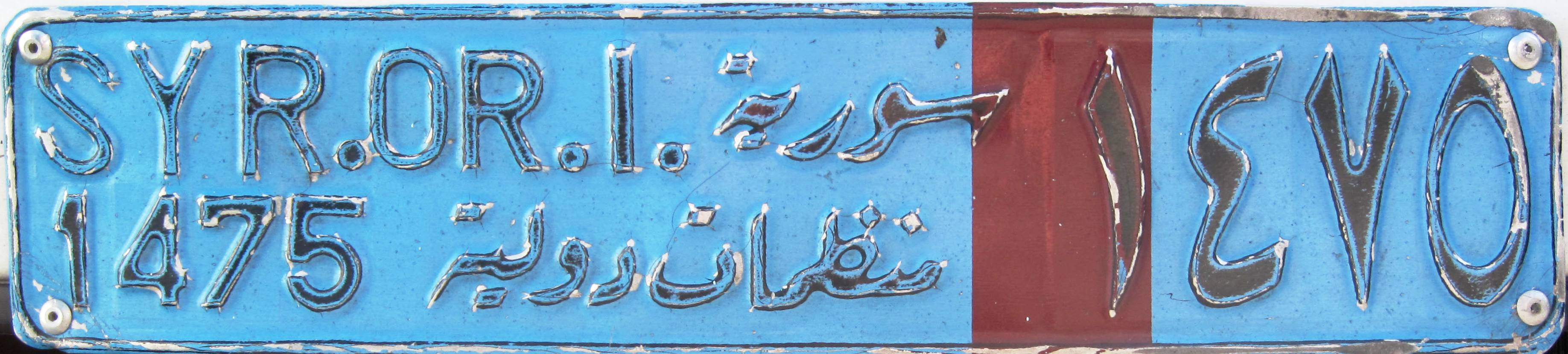
UN Kentekenplaat

De Syrische kentekenplaten hebben zwarte letters op een witte achtergrond. De platen zijn verdeeld in vier vakken. Het linker vak is te vinden onder de naam van de regering in het Arabisch, de feitelijke registratie bestaat uit maximaal zes cijfers. Dit wordt gevolgd in het tweede vak met de letters SYR. In het derde vak van de plaat staan de letters in het Arabisch en in het vierde (rechter) vak staan de cijfers in het Arabisch.